# Florence Marly
Florence Marly, nata Hana Smékalová (Obrnice, 2 giugno 1919 – Glendale, 9 novembre 1978), è stata un'attrice ceca naturalizzata francese.

## Vita privata
Dal 1937 al 1955 è stata sposata con il regista e sceneggiatore Pierre Chenal.

## Filmografia

### Cinema
- Alibi (L'alibi), regia di Pierre Chenal (1937)
- L'avvelenatrice (L'affaire Lafarge), regia di Pierre Chenal (1938)
- Caffè internazionale (Café de Paris), regia di Yves Mirande e Georges Lacombe (1938)
- La casa del Maltese (La maison du Maltais), regia di Pierre Chenal (1938)
- La brigata selvaggia (La brigade sauvage), regia di Marcel L'Herbier e Jean Dréville (1939)
- Le dernier tournant, regia di Pierre Chenal (1939)
- La piel de Zapa, regia di Luis Bayón Herrera (1943)
- El fin de la noche, regia di Alberto de Zavalía (1944)
- Viaje sin regreso, regia di Pierre Chenal (1946)
- I maledetti (Les maudits), regia di René Clément (1947)
- Krakatit, regia di Otakar Vávra (1948)
- Il verdetto (Sealed Verdict), regia di Lewis Allen (1948)
- Tokyo Joe, regia di Stuart Heisler (1949)
- Tokyo File 212, regia di Dorrell McGowan e Stuart E. McGowan (1951)
- Gobs and Gals, regia di R.G. Springsteen (1952)
- El ídolo, regia di Pierre Chenal (1952)
- Confesiones al amanecer, regia di Pierre Chenal (1954)
- Undersea Girl, regia di John Peyser (1957)
- Queen of Blood, regia di Curtis Harrington (1966)
- Assassinio al terzo piano (Games), regia di Curtis Harrington (1967)
- Doctor Death: Seeker of Souls, regia di Eddie Saeta (1973)
- Space Boy, regia di Renate Druks - cortometraggio (1973)
- The Astrologer, regia di Craig Denney (1976)

### Televisione
- The Adventures of Jim Bowie – serie TV, 1 episodio (1957)
- The Millionaire – serie TV, 1 episodio (1958)
- Dragnet – serie TV, 1 episodio (1958)
- Suspicion – serie TV, 1 episodio (1958)
- Behind Closed Doors – serie TV, 1 episodio (1958)
- Indirizzo permanente (77 Sunset Strip) – serie TV, 1 episodio (1959)
- Colonel Humphrey Flack – serie TV, 1 episodio (1959)
- Have Gun - Will Travel – serie TV, 1 episodio (1960)
- Ai confini della realtà (The Twilight Zone) – serie TV, 1 episodio (1962)
- Organizzazione U.N.C.L.E. (The Man from U.N.C.L.E.) – serie TV, 1 episodio (1965)
- Le spie (I Spy) – serie TV, 1 episodio (1966)
- Love, American Style – serie TV, 1 episodio (1973)